# الليالي العربية (فلم 2015)
الليالي العربية (بالإنجليزية: Arabian Nights) عبارة عن فيلم درامي مؤلف من ثلاثة أجزاء من إخراج ميغيل غوميس، مأخوذه عن ألف ليلة وليلة، يتكون من المجلد الأول: ذا ريستليس وان، المجلد الثاني: ذي ديسوليت وان، أند فولوم 3: ذي إنشانتيد وان. وقد تم عرضه كجزء من قسم المخرجين في مهرجان كان السينمائي[5][5][5] لعام 2015. كما تم اختيار الفيلم ليتم عرضه في قسم أطوال الموجات في مهرجان تورونتو السينمائي لعام 2015.
تم اختيار الجزء الثاني من فيلم «الليالي العربية»: المجلد الثاني، باعتباره المدخل البرتغالي لجائزة الأوسكار لأفضل فيلم بلغة أجنبية ال 88 ولكن لم يتم ترشيحه.

## الحبكة
تم تصوير الفيلم في البرتغال، مع رسم الحبكة من الأحداث الجارية. ويستند هيكل الفيلم على مجموعة ألف ليلة وليلة من حكايات الخيال. 

## الإنتاج
انتهى الإنتاج في أغسطس 2014، وتم تكملة الفيلم في فبراير 2015.

## إطلاق الفيلم
تم عرض ثلاث اجزاء من «الليالي العربية» لأول مرة في مهرجان كان السينمائي لعام 2015. «المجلد الأول: الفيلم البائس» في 16 مايو 2015، «المجلد الثاني: الفيلم الخالي» في 18 مايو 2015، و«المجلد 3: الفيلم المسحور» في 20 مايو 2015. وتم إصدار الأفلام في فرنسا في 24 يونيو و 29 يوليو و 26 أغسطس. 

### التلقي النقدي
تلقت جميع الأفلام الثلاثة مراجعات إيجابية عموما من النقاد. تقارير روتن توميتوز أن المجلد 1 لديه درجة 96% على أساس 27 استعراض، بمعدل متوسط 8.2 / 10. المجلد 2 يحتوي على نتيجة 100% على أساس 10 استعراض، بمعدل متوسط 8/10. المجلد 3 لديها درجة 92% استنادا إلى 13 مراجعات، بمعدل متوسط 7.6 / 10. في ميتاكريتيك، المجلد 1 لديه 80 من 100 تصنيف على أساس 9 النقاد، مشيرا إلى «استعراض مواتية عموما». المجلد 2 لديه 81 من 100 تصنيف على أساس 8 النقاد، مشيرا إلى «شهرة عالمية». المجلد 3 لديه 80 من 100 تصنيف على أساس 8 النقاد، مشيرا إلى «مراجعات مواتية عموما».
بويد فان هويج من مراسل هوليوود دعا الجزء الأول «الكولاج رائعة في كثير من الأحيان من القصص» والجزء الثاني «عمل ضرب بشكل مثير، دراماتيكية وحتى مبتهجة التي، ومع ذلك، لن يكون لها معنى من تلقاء نفسها».
واعتبر ريتشارد برودي من مجلة نيو يوركر أن المسلسل «تحري بحماس، ثلاثي الأبطال الخيالي»، وأول دفعة له «نوبة شاذة ومذهلة ورحيمة وعاجلة». واستنتج برودي أن «غوميز أعيد اختراعه بمفرده السينما السياسية».

## روابط خارجية
- الموقع الرسمي
- مقالات تستعمل روابط فنية بلا صلة مع ويكي بيانات